# Margretetorp
Magretetorp is een plaats in de gemeente Ängelholm in Skåne de zuidelijkste provincie van Zweden. De plaats heeft 211 inwoners (2005) en een oppervlakte van 36 hectare.